# Mark Medal
Mark Medal est un boxeur américain né le 10 juin 1957 à Manhattan, New York.

## Carrière
Passé professionnel en 1979, il devient le premier champion du monde des super-welters IBF le 11 mars 1984 après sa victoire au 5e round face à Earl Hargrove. Medal s'incline en revanche dès le combat suivant contre Carlos Santos le 2 novembre 1984 puis perd contre le champion WBC de la catégorie Thomas Hearns le 23 juin 1986. Il met un terme à sa carrière en 1987 sur un bilan de 24 victoires, 3 défaites et 1 match nul.